# Cristo e l'adultera (Rembrandt)
Cristo e l'adultera è un dipinto a olio su tavola (83,8x65,4 cm) realizzato nel 1644 dal pittore Rembrandt Harmenszoon Van Rijn.
È conservato nella National Gallery di Londra.
L'opera è firmata e datata "REMBRANDT F 1644".
La scena rappresentata è tratta dal Vangelo secondo Giovanni: gli scribi portano a Gesù una donna accusata di adulterio, che, secondo la legge, avrebbe dovuto essere lapidata. Gesù si limitò a commentare "Chi è senza peccato scagli la prima pietra". Nell'episodio evangelico, Gesù è seduto per terra e scrive sulla sabbia: nel quadro è invece raffigurato in piedi, attorniato dagli scribi e dai farisei.